# Karabanovo
Karabanovo (en russe : Карабаново) est une ville de l'oblast de Vladimir, en Russie. Sa population s'élevait à 13 150 habitants en 2021.

## Géographie
Karabanovo est située sur la rive gauche de la Seraïa, affluent de la Cherna, à 10 km au sud d'Aleksandrov, à 92 km au nord-est de Moscou et à 109 km à l'ouest de Vladimir.

## Histoire
Karabanovo a d'abord été un village dont le nom dérive d'anciens grands propriétaires nommés Karabanovykh. En 1846, une cité ouvrière et une usine textile y furent construites. En 1871, une voie ferrée fut construite entre Karabanovo et Aleksandrov. Karabanovo accéda au statut de commune urbaine en 1927 puis à celui de ville en 1938.

## Population
Recensements (*) ou estimations de la population
| 1859 | 1890  | 1897* | 1926*  | 1939*  |
| ---- | ----- | ----- | ------ | ------ |
| 493  | 4 580 | 4 580 | 10 578 | 16 069 |

| 1959*  | 1970*  | 1979*  | 1989*  | 2002*  |
| ------ | ------ | ------ | ------ | ------ |
| 18 119 | 18 532 | 18 739 | 17 456 | 16 015 |

| 2006   | 2010*  | 2012   | 2013   | 2021*  |
| ------ | ------ | ------ | ------ | ------ |
| 15 604 | 14 868 | 14 908 | 14 910 | 13 150 |

## Économie
La principale entreprise de la ville est la société OOO Karat Plious (ООО "Карат Плюс"), qui fabrique des tissus de coton.